# Tuvai nyelv
A tuvai nyelv (más néven tuvin; tuvaiul тыва дыл tyva dyl) az altaji nyelvcsalád, azon belül a török nyelvek csoportjába sorolható természetes nyelv, a tuvai nép tagjai beszélik. Beszélőinek száma összesen mintegy 264 400 főre tehető, jelentős hányaduk – 235 000 fő – az oroszországi Tuva területén él. Ezen kívül körülbelül 27 000 ember beszéli Kínában és további 2400 Mongólia egyes részein, közöttük azonban nincs anyanyelvi beszélő. A tuvai nyelven beszélők száma növekedést mutat. A nyelv leírásához a cirill írásrendszert használják.
A tuvai nyelvet rendszerint négy nagyobb elkülöníthető dialektusra szokták felosztani: nyugati, középső, északkeleti és délkeleti. Legfőképpen a középső dialektuson alapul a nyelv írott változata.
A latin alapú ábécét 1930-ban Mongus Lopszang-Csinmit (Mongush Lopsang-Chinmit; Lubsan Zhigmed), tuvai buddhista szerzetes dolgozta ki. Az írásrendszer használatával néhány könyvet, folyóiratot, valamint felnőttek írás-olvasás oktatására szánt ábécéskönyvet jelentettek meg. A szerzetest tizenegy évvel a bevezetés után a sztálini tisztogatások részeként 1941. december 31-én kivégezték.
1943 szeptemberében a korábbi latin írást felcserélték cirill alapúra, azóta is ez van használatban.